# Pristimantis aurantiguttatus
Pristimantis aurantiguttatus là một loài động vật lưỡng cư trong họ Strabomantidae, thuộc bộ Anura. Loài này được Ruiz-Carranza, Lynch, & Ardila-Robayo miêu tả khoa học đầu tiên năm 1997.
Chúng là loài đặc hữu của Colombia. Môi trường sống tự nhiên của nó là các khu rừng vùng núi ẩm nhiệt đới hoặc cận nhiệt đới.